# Élections générales espagnoles d'avril 2019 en Aragon
Les élections générales espagnoles d'avril 2019 (en espagnol : Elecciones generales de España de abril de 2019) se sont tenues le dimanche 28 avril 2019 afin d'élire les 350 députés et 208 des 266 sénateurs de la XIIIe législature des Cortes Generales. 13 députés sont élus en Aragon.

## Résultats
| Parti                  | Parti                                                   | Voix      | %     | +/-   | Sièges | +/-           |  |
| ---------------------- | ------------------------------------------------------- | --------- | ----- | ----- | ------ | ------------- |  |
|                        | Parti socialiste ouvrier espagnol (PSOE)                | 240 540   | 31,74 | 6,92  | 5      | 1             |  |
|                        | Ciudadanos (Cs)                                         | 155 576   | 20,53 | 4,32  | 3      | 2             |  |
|                        | Parti populaire (PP)                                    | 143 242   | 18,90 | 16,91 | 3      | 3             |  |
|                        | Unidas Podemos (UP)                                     | 102 930   | 13,58 | 6,16  | 1      | 1             |  |
|                        | Vox                                                     | 92 388    | 12,19 | 11,90 | 1      | 1             |  |
|                        | Parti animaliste contre la maltraitance animale (PACMA) | 6 934     | 0,92  | 0,02  | 0      | en stagnation |  |
|                        | Sièges en blanc (EB)                                    | 3 372     | 0,44  | 0,09  | 0      | en stagnation |  |
|                        | Recortes Cero-Grupo Verde (RC-GV)                       | 1 825     | 0,24  | 0,03  | 0      | en stagnation |  |
|                        | Pour un monde + juste (PUM+J)                           | 993       | 0,13  | Nv.   | 0      | en stagnation |  |
|                        | Puyalón (PYLN)                                          | 835       | 0,11  | Nv.   | 0      | en stagnation |  |
|                        | Autres partis                                           | 2 214     | 0,29  | -     | 0      | -             |  |
|                        | Vote blanc                                              | 6 955     | 0,92  | 0,06  |        |               |  |
|                        |                                                         |           |       |       |        |               |  |
| Suffrages exprimés     | Suffrages exprimés                                      | 757 804   | 98,93 |       |        |               |  |
| Votes nuls             | Votes nuls                                              | 8 202     | 1,07  |       |        |               |  |
| Total                  | Total                                                   | 766 006   | 100   | -     | 13     | en stagnation |  |
| Abstention             | Abstention                                              | 252 603   | 24,80 |       |        |               |  |
| Inscrits/Participation | Inscrits/Participation                                  | 1 018 609 | 75,20 |       |        |               |  |

### Résultats par provinces

#### Huesca
| Parti                  | Parti                                                   | Voix    | %     | +/-   | Sièges | +/-           |  |
| ---------------------- | ------------------------------------------------------- | ------- | ----- | ----- | ------ | ------------- |  |
|                        | Parti socialiste ouvrier espagnol (PSOE)                | 41 354  | 33,00 | 7,41  | 1      | en stagnation |  |
|                        | Parti populaire (PP)                                    | 25 149  | 20,07 | 16,15 | 1      | en stagnation |  |
|                        | Ciudadanos (Cs)                                         | 24 568  | 19,61 | 4,27  | 1      | 1             |  |
|                        | Unidas Podemos (UP)                                     | 17 151  | 13,69 | 5,50  | 0      | 1             |  |
|                        | Vox                                                     | 13 389  | 10,68 | 10,34 | 0      | en stagnation |  |
|                        | Parti animaliste contre la maltraitance animale (PACMA) | 1 013   | 0,81  | 0,03  | 0      | en stagnation |  |
|                        | Sièges en blanc (EB)                                    | 474     | 0,38  | 0,04  | 0      | en stagnation |  |
|                        | Recortes Cero-Grupo Verde (RC-GV)                       | 284     | 0,23  | 0,05  | 0      | en stagnation |  |
|                        | Parti communiste des peuples d'Espagne (PCPE)           | 216     | 0,17  | 0,13  | 0      | en stagnation |  |
|                        | Pour un monde + juste (PUM+J)                           | 170     | 0,14  | Nv.   | 0      | en stagnation |  |
|                        | Puyalón (PYLN)                                          | 148     | 0,12  | Nv.   | 0      | en stagnation |  |
|                        | Fédération des indépendants d’Aragon (FIA)              | 127     | 0,10  | Nv.   | 0      | en stagnation |  |
|                        | Vote blanc                                              | 1 271   | 1,01  | 0,02  |        |               |  |
|                        |                                                         |         |       |       |        |               |  |
| Suffrages exprimés     | Suffrages exprimés                                      | 125 313 | 98,89 |       |        |               |  |
| Votes nuls             | Votes nuls                                              | 1 406   | 1,11  |       |        |               |  |
| Total                  | Total                                                   | 126 720 | 100   | -     | 3      | en stagnation |  |
| Abstention             | Abstention                                              | 45 924  | 26,60 |       |        |               |  |
| Inscrits/Participation | Inscrits/Participation                                  | 172 644 | 73,40 |       |        |               |  |

#### Teruel
| Parti                  | Parti                                                   | Voix    | %     | +/-   | Sièges | +/-           |  |
| ---------------------- | ------------------------------------------------------- | ------- | ----- | ----- | ------ | ------------- |  |
|                        | Parti socialiste ouvrier espagnol (PSOE)                | 25 629  | 32,82 | 6,49  | 1      | en stagnation |  |
|                        | Parti populaire (PP)                                    | 18 566  | 23,78 | 17,48 | 1      | 1             |  |
|                        | Ciudadanos (Cs)                                         | 15 357  | 19,67 | 6,49  | 1      | 1             |  |
|                        | Vox                                                     | 8 336   | 10,68 | Nv.   | 0      | en stagnation |  |
|                        | Unidas Podemos (UP)                                     | 8 224   | 10,53 | 6,23  | 0      | en stagnation |  |
|                        | Parti animaliste contre la maltraitance animale (PACMA) | 452     | 0,58  | 0,04  | 0      | en stagnation |  |
|                        | Sièges en blanc (EB)                                    | 272     | 0,35  | 0,02  | 0      | en stagnation |  |
|                        | Recortes Cero-Grupo Verde (RC-GV)                       | 113     | 0,14  | 0,03  | 0      | en stagnation |  |
|                        | Parti communiste des peuples d'Espagne (PCPE)           | 96      | 0,12  | 0,03  | 0      | en stagnation |  |
|                        | Autres partis                                           | 215     | 0,28  | -     | 0      | -             |  |
|                        | Vote blanc                                              | 823     | 1,05  | 0,11  |        |               |  |
|                        |                                                         |         |       |       |        |               |  |
| Suffrages exprimés     | Suffrages exprimés                                      | 78 083  | 98,31 |       |        |               |  |
| Votes nuls             | Votes nuls                                              | 1 344   | 1,69  |       |        |               |  |
| Total                  | Total                                                   | 79 427  | 100   | -     | 3      | en stagnation |  |
| Abstention             | Abstention                                              | 28 307  | 26,27 |       |        |               |  |
| Inscrits/Participation | Inscrits/Participation                                  | 107 734 | 73,73 |       |        |               |  |

#### Saragosse
| Parti                  | Parti                                                   | Voix    | %     | +/-   | Sièges | +/-           |  |
| ---------------------- | ------------------------------------------------------- | ------- | ----- | ----- | ------ | ------------- |  |
|                        | Parti socialiste ouvrier espagnol (PSOE)                | 173 557 | 31,30 | 6,88  | 3      | 1             |  |
|                        | Ciudadanos (Cs)                                         | 115 651 | 20,86 | 4,02  | 1      | en stagnation |  |
|                        | Parti populaire (PP)                                    | 99 527  | 17,95 | 16,97 | 1      | 2             |  |
|                        | Unidas Podemos (UP)                                     | 77 555  | 13,99 | 6,32  | 1      | en stagnation |  |
|                        | Vox                                                     | 70 663  | 12,75 | 12,44 | 1      | 1             |  |
|                        | Parti animaliste contre la maltraitance animale (PACMA) | 5 469   | 0,99  | 0,01  | 0      | en stagnation |  |
|                        | Sièges en blanc (EB)                                    | 2 626   | 0,47  | 0,12  | 0      | en stagnation |  |
|                        | Recortes Cero-Grupo Verde (RC-GV)                       | 1 428   | 0,26  | 0,04  | 0      | en stagnation |  |
|                        | Pour un monde + juste (PUM+J)                           | 749     | 0,14  | Nv.   | 0      | en stagnation |  |
|                        | Fédération des indépendants d’Aragon (FIA)              | 658     | 0,12  | 0,02  | 0      | en stagnation |  |
|                        | Puyalón (PYLN)                                          | 621     | 0,11  | Nv.   | 0      | en stagnation |  |
|                        | Parti communiste des travailleurs espagnols (PCTE)      | 589     | 0,11  | Nv.   | 0      | en stagnation |  |
|                        | Parti communiste des peuples d'Espagne (PCPE)           | 453     | 0,08  | 0,03  | 0      | en stagnation |  |
|                        | Vote blanc                                              | 4 861   | 0,88  | 0,08  |        |               |  |
|                        |                                                         |         |       |       |        |               |  |
| Suffrages exprimés     | Suffrages exprimés                                      | 554 407 | 99,03 |       |        |               |  |
| Votes nuls             | Votes nuls                                              | 5 452   | 0,97  |       |        |               |  |
| Total                  | Total                                                   | 559 859 | 100   | -     | 7      | en stagnation |  |
| Abstention             | Abstention                                              | 178 372 | 24,16 |       |        |               |  |
| Inscrits/Participation | Inscrits/Participation                                  | 738 231 | 75,84 |       |        |               |  |